# Jesuskirche (Trmice)

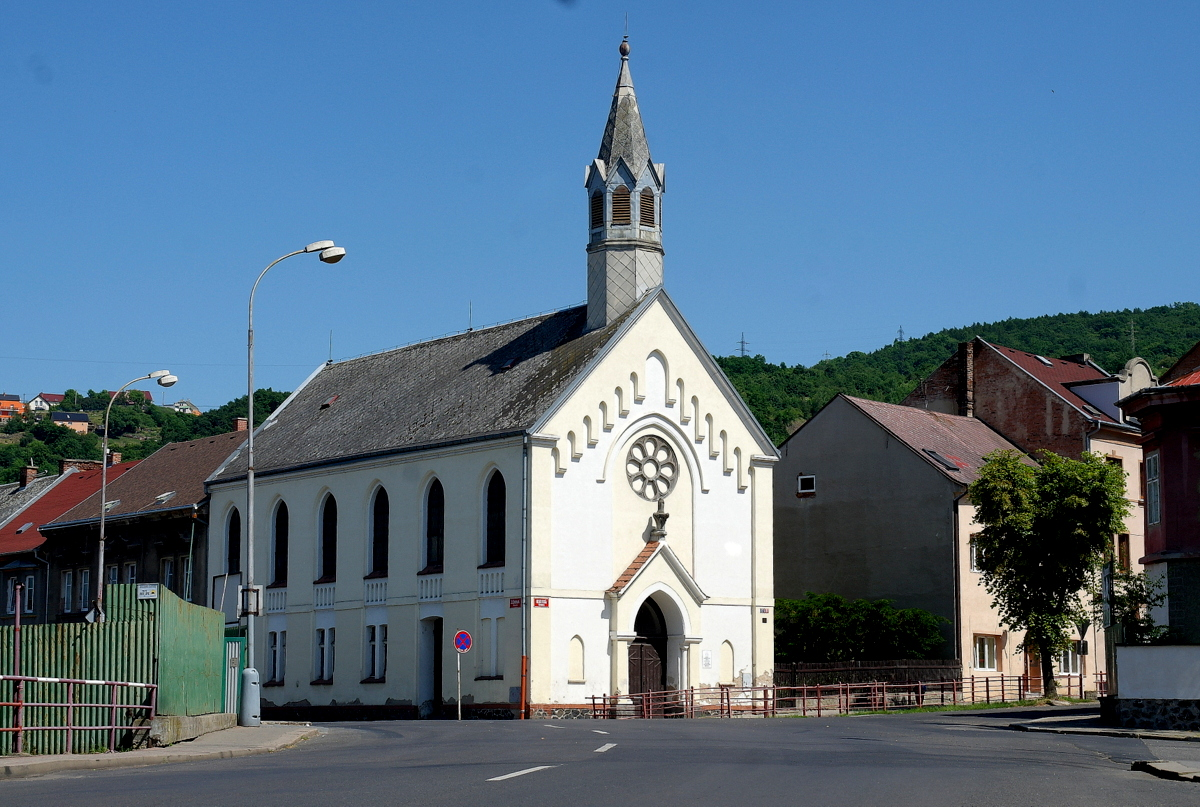
Evangelische Kirche Türmitz

Die Jesus-Kirche ist ein Kirchengebäude in Trmice (deutsch Türmitz) in der Aussiger Region in Nordböhmen in Tschechien. Bis 1918 gehörte sie der Evangelischen Superintendentur A. B. Westböhmen, danach der Deutschen Evangelischen Kirche in Böhmen, Mähren und Schlesien an. Nach 1945 kam die Gemeinde zur Evangelischen Kirche der Böhmischen Brüder.

## Geschichte
Mit der Industrialisierung von Türmitz im ausgehenden 19. Jahrhundert und dem damit verbundenen Zuzug sächsischer Arbeitskräfte bildete sich eine evangelische Gemeinde. Die nur kleine und wenig finanzstarke Gemeinde, eine Predigtstelle von Aussig, verlangte nach einem „billigen und praktischen Bau“. Mit dessen Planung wurde der Leipziger Architekt Paul Lange betraut, der zuvor in der Nachbarschaft die beiden evangelischen Kirche von Leitmeritz und Lobowitz errichtet hatte. Die Bauausführung in den Jahren 1906 und 1907 übernahm der Aussiger Baumeister V. Berndt.

## Architektur
Der von Paul Lange entworfene Kirchenbau ist in der traditionellen Form eines evangelischen Bethauses angelegt. Das mit einem Satteldach abgeschlossene und von einem Giebeldachreiter bekrönte Bauwerk nahm in seinem Erdgeschoss die Gemeinderäume mit Kindergarten, Schulklasse und der Wohnung der Diakonisse auf, während das in den Dachstuhl geöffnete Obergeschoss den Betsaal beherbergt. In seiner äußeren Erscheinung folgt das Bauwerk den einfachen Gestaltungsprinzipien des älteren Rundbogenstils, die durch Verwendung spitzbogiger Formen aktualisiert sind. Die Fassade wird einen durch Portalwimperg, ein Rosenfenster unter spitzbogiger Blende und einen ansteigenden Bogenfries artikuliert. 